# هازجة قصب بلايث
هازجة قصب بلايث (الاسم العلمي: Acrocephalus dumetorum) (بالإنجليزية: Blyth's Reed Warbler)‏، هو طائر ينتمي إلى (فصيلة: Acrocephalidae).